# 都会美型男
都會美型男，亦稱都市美型男（英語：Metrosexual），按照英國記者馬克·辛普森所說是指：那些擁有強烈的美感觸覺並且會花大量的時間及金錢在他的外表及生活方式上任意性傾向的都市男性。21世紀初，這個詞也被廣泛的應用在報紙雜誌等媒體上，泛指注重外表的都市男性。

## 詞源
辛普森在完成了他一本關於現代男性特徵的書《Male Impersonators: Men Performing Masculinity》後在獨立報的文章中發明並界定了metrosexual這一術語的意義。這個詞出自辛普森在1994年11月15日發表於獨立報的一篇文章，標題為《Here come the mirror men》，該文章主要講述新都會男性的特徵。
都會美型男的英文原名Metrosexual是個混成詞，由Metropolitan（大都市）和heterosexual（異性戀）所組合而成；另外，sexual或sexuality也可以被解釋為“性別的”或“性徵”。

## 男性特質
都會美型男被認爲是顛覆了傳統上對男性的觀念及期望。他們對外表以及生活享受的重視反映在日常生活上，諸如上美容院、健身房、關注時尚保養等，這些在過去通常被視爲是“不夠陽剛”，甚至是娘娘腔的表現。調查研究也顯示，男性的事業成就和身份地位已經不如以往般那麼重要；而最重要的改變是，男性對女性特質的排斥感漸漸減少，也開始接受以往被界定為女性專利的事物。
隨著社會價值的開放，尤其是像電視節目粉紅救兵、同志亦凡人、威爾與格蕾絲等的影響，傳統上的男性角色定義已經有所改變。這些改變促使了都市美型男的出現，也使他們在這樣的社會觀念下更勇於接受自己。辛普森在他其中一篇文章《Metrosexual? That rings a bell...》解釋到，男同性戀為都市美型男提供了模範。

## 商業化
都市美型男強大的消費能力和意願促使許多商家開始關注這個有發展潛質的市場。他們也代表了男性在服飾、美容、保養、健身等方面的消費習慣。許多服裝、護膚品、以至美容院都開發了針對男性使用的商品及服務，就是看準了男性市場的發展前景。日本的伊勢丹甚至在新宿開了一間專門提供男性商品和服務的Isetan Men's。
許多明星也都被認爲是都市美型男的典範或代表，例如英國足球明星貝克漢、澳洲游泳運動員伊恩·詹姆斯·索普以及美國男演員布萊德·彼特。

## 腳註
1. ↑  英文混成詞列表（英语：List of portmanteaus）
2. ↑  Alzheimer, Lillian. "Metrosexuals: The Future of Men? （页面存档备份，存于）", Euro RSCG, 2003年6月22日。